# Liste der Papstwahlen seit 1061

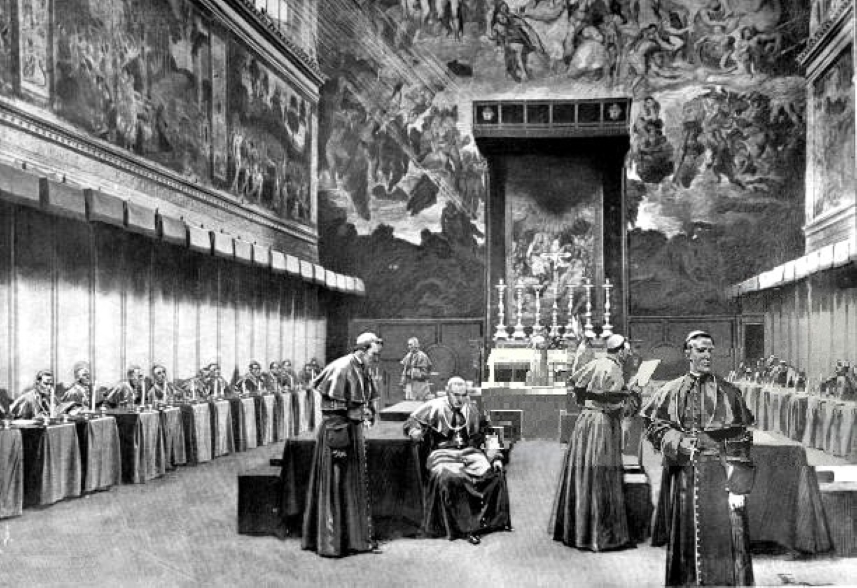
Abstimmung beim Konklave 1903

Die Liste der Papstwahlen listet alle Papstwahlen seit 1061 auf, die entweder zur Wahl eines heute von der römisch-katholischen Kirche anerkannten Papstes geführt haben oder aber (durch Kursivierung markiert) zur Wahl eines heute nicht anerkannten Kandidaten, also eines Gegenpapstes.
Papst Gregor X. legte im Jahr 1274 mit der Bulle Ubi periculum das Konklave als vorgeschriebene Form der Wahl fest. Seit 1294 findet diese durchgehend Anwendung.
| Inhaltsverzeichnis |
| --- |
| 1061–1100 · 1100–1200 · 1200–1300 · 1300–1400 · 1400–1500 · 1500–1600 · 1600–1700 · 1700–1800 · 1800–1900 · 1900–2000 · ab 2000 |

| Papstwahl                             | gewählter Papst   | Ort                                                                                     |
| ------------------------------------- | ----------------- | --------------------------------------------------------------------------------------- |
| Papstwahl 1061                        | Alexander II.     | Unbekannt                                                                               |
| Papstwahl Oktober 1061                | Honorius II.      | Basel                                                                                   |
| Papstwahl 1073                        | Gregor VII.       | San Pietro in Vincoli, Rom                                                              |
| Papstwahl 1086                        | Viktor III.       | Santa Lucia in Septisolio, Rom                                                          |
| Papstwahl 1088                        | Urban II.         | San Cesareo, Terracina                                                                  |
| Papstwahl 1099                        | Paschalis II.     | San Clemente, Rom                                                                       |
| Papstwahl 1118                        | Gelasius II.      | San Sebastiano al Palatino, Rom                                                         |
| Papstwahl 1119                        | Calixt II.        | Abtei Cluny                                                                             |
| Papstwahl 1124                        | Honorius II.      | San Pancrazio, Rom                                                                      |
| Papstwahl 1130                        | Innozenz II.      | Santi Andrea e Gregorio al Monte Celio, Rom                                             |
| Papstwahl 1130                        | Anaklet II.       | San Marco, Rom                                                                          |
| Papstwahl 1143                        | Coelestin II.     | Lateran, Rom                                                                            |
| Papstwahl 1144                        | Lucius II.        | Rom                                                                                     |
| Papstwahl 1145                        | Eugen III.        | San Cesareo in Palatio, Rom                                                             |
| Papstwahl 1153                        | Anastasius IV.    | Rom                                                                                     |
| Papstwahl 1154                        | Hadrian IV.       | Alt St. Peter, Rom                                                                      |
| Papstwahl 1159                        | Alexander III.    | Alt St. Peter, Rom                                                                      |
| Papstwahl 1159                        | Viktor IV.        | Alt St. Peter, Rom                                                                      |
| Papstwahl 1181                        | Lucius III.       | Rom                                                                                     |
| Papstwahl 1185                        | Urban III.        | Verona                                                                                  |
| Papstwahl Oktober 1187                | Gregor VIII.      | Ferrara                                                                                 |
| Papstwahl Dezember 1187               | Clemens III.      | Pisa                                                                                    |
| Papstwahl 1191                        | Coelestin III.    | Rom                                                                                     |
| Papstwahl 1198                        | Innozenz III.     | Septasolium, Rom                                                                        |
| Papstwahl 1216                        | Honorius III.     | Palazzo delle Canoniche, Perugia                                                        |
| Papstwahl 1227                        | Gregor IX.        | Septasolium, Rom                                                                        |
| Papstwahl 1241                        | Coelestin IV.     | Septasolium, Rom                                                                        |
| Papstwahl 1243                        | Innozenz IV.      | Anagni                                                                                  |
| Papstwahl 1254                        | Alexander IV.     | Neapel                                                                                  |
| Papstwahl 1261                        | Urban IV.         | Kathedrale San Lorenzo, Viterbo                                                         |
| Papstwahl 1264–1265                   | Clemens IV.       | Palazzo delle Canoniche, Perugia                                                        |
| Papstwahl 1268–1271                   | Gregor X.         | Kathedrale San Lorenzo, Palazzo dei Papi di Viterbo, Viterbo                            |
| Konklave Januar 1276                  | Innozenz V.       | Kathedrale von Arezzo                                                                   |
| Konklave Juli 1276                    | Hadrian V.        | Lateran, Rom                                                                            |
| Papstwahl September 1276              | Johannes XXI.     | Palazzo dei Papi di Viterbo, Viterbo                                                    |
| Papstwahl 1277                        | Nikolaus III.     | Palazzo dei Papi di Viterbo, Viterbo                                                    |
| Papstwahl 1280–1281                   | Martin IV.        | Palazzo dei Papi di Viterbo, Viterbo                                                    |
| Papstwahl 1285                        | Honorius IV.      | Palazzo delle Canoniche, Perugia                                                        |
| Papstwahl 1287–1288                   | Nikolaus IV.      | Corte Savella bei Santa Sabina, Rom                                                     |
| Papstwahl 1292–1294                   | Coelestin V.      | Santa Maria Maggiore, Santa Maria sopra Minerva (Rom), Palazzo delle Canoniche, Perugia |
| Konklave 1294                         | Bonifatius VIII.  | Castel Nuovo, Neapel                                                                    |
| Konklave 1303                         | Benedikt XI.      | Lateran, Rom                                                                            |
| Konklave 1304–1305                    | Clemens V.        | San Lorenzo (Perugia)                                                                   |
| Konklave 1314–1316                    | Johannes XXII.    | Kathedrale von Carpentras, Dominikanerkloster Lyon                                      |
| Konklave 1334                         | Benedikt XII.     | Papstpalast, Avignon                                                                    |
| Konklave 1342                         | Clemens VI.       | Papstpalast, Avignon                                                                    |
| Konklave 1352                         | Innozenz VI.      | Papstpalast, Avignon                                                                    |
| Konklave 1362                         | Urban V.          | Papstpalast, Avignon                                                                    |
| Konklave 1370                         | Gregor XI.        | Papstpalast, Avignon                                                                    |
| Konklave 1378                         | Urban VI.         | Alt St. Peter, Rom                                                                      |
| Konklave von Avignon 1378             | Clemens VII.      | Fondi                                                                                   |
| Konklave 1389                         | Bonifatius IX.    | Apostolischer Palast, Rom                                                               |
| Konklave von Avignon 1394             | Benedikt XIII.    | Papstpalast, Avignon                                                                    |
| Konklave 1404                         | Innozenz VII.     | Rom                                                                                     |
| Konklave 1406                         | Gregor XII.       | Rom                                                                                     |
| Konzil von Pisa 1409                  | Alexander V.      | Pisa                                                                                    |
| Konklave von Pisa 1410                | Johannes XXIII.   | Basilika San Petronio, Bologna                                                          |
| Konzil von Konstanz 1417              | Martin V.         | Konstanzer Münster                                                                      |
| Konklave von Avignon 1423             | Clemens VIII.     | Peñíscola                                                                               |
| Konklave 1431                         | Eugen IV.         | Santa Maria sopra Minerva, Rom                                                          |
| Konzil von Basel/Ferrara/Florenz 1439 | Felix V.          | Basler Münster                                                                          |
| Konklave 1447                         | Nikolaus V.       | Santa Maria sopra Minerva, Rom                                                          |
| Konklave 1455                         | Kalixt III.       | Apostolischer Palast, Rom                                                               |
| Konklave 1458                         | Pius II.          | Apostolischer Palast, Rom                                                               |
| Konklave 1464                         | Paul II.          | Apostolischer Palast, Cappella Parva, Cappella Magna, Rom                               |
| Konklave 1471                         | Sixtus IV.        | Apostolischer Palast, Rom                                                               |
| Konklave 1484                         | Innozenz VIII.    | Apostolischer Palast, Rom                                                               |
| Konklave 1492                         | Alexander VI.     | Apostolischer Palast und Sixtinische Kapelle, Rom                                       |
| Konklave September 1503               | Pius III.         | Apostolischer Palast, Rom                                                               |
| Konklave Oktober 1503                 | Julius II.        | Apostolischer Palast, Rom                                                               |
| Konklave 1513                         | Leo X.            | Apostolischer Palast und Sixtinische Kapelle, Rom                                       |
| Konklave 1521–1522                    | Hadrian VI.       | Apostolischer Palast, Rom                                                               |
| Konklave 1523                         | Clemens VII.      | Apostolischer Palast, Rom                                                               |
| Konklave 1534                         | Paul III.         | Apostolischer Palast und Cappella Parva, Rom                                            |
| Konklave 1549–1550                    | Julius III.       | Apostolischer Palast und Cappella Paolina, Rom                                          |
| Konklave April 1555                   | Marcellus II.     | Apostolischer Palast, Rom                                                               |
| Konklave Mai 1555                     | Paul IV.          | Apostolischer Palast, Rom                                                               |
| Konklave 1559                         | Pius IV.          | Apostolischer Palast und Cappella Paolina, Rom                                          |
| Konklave 1565–1566                    | Pius V.           | Apostolischer Palast, Rom                                                               |
| Konklave 1572                         | Gregor XIII.      | Apostolischer Palast, Rom                                                               |
| Konklave 1585                         | Sixtus V.         | Apostolischer Palast, Rom                                                               |
| Konklave September 1590               | Urban VII.        | Apostolischer Palast, Rom                                                               |
| Konklave Oktober 1590                 | Gregor XIV.       | Apostolischer Palast, Rom                                                               |
| Konklave 1591                         | Innozenz IX.      | Apostolischer Palast, Rom                                                               |
| Konklave 1592                         | Clemens VIII.     | Apostolischer Palast, Rom                                                               |
| Konklave März 1605                    | Leo XI.           | Apostolischer Palast, Rom                                                               |
| Konklave Mai 1605                     | Paul V.           | Apostolischer Palast, Rom                                                               |
| Konklave 1621                         | Gregor XV.        | Apostolischer Palast, Rom                                                               |
| Konklave 1623                         | Urban VIII.       | Apostolischer Palast, Rom                                                               |
| Konklave 1644                         | Innozenz X.       | Apostolischer Palast, Rom                                                               |
| Konklave 1655                         | Alexander VII.    | Apostolischer Palast, Rom                                                               |
| Konklave 1667                         | Clemens IX.       | Apostolischer Palast, Rom                                                               |
| Konklave 1669–1670                    | Clemens X.        | Apostolischer Palast, Rom                                                               |
| Konklave 1676                         | Innozenz XI.      | Apostolischer Palast, Rom                                                               |
| Konklave 1689                         | Alexander VIII.   | Apostolischer Palast, Rom                                                               |
| Konklave 1691                         | Innozenz XII.     | Apostolischer Palast, Rom                                                               |
| Konklave 1700                         | Clemens XI.       | Apostolischer Palast, Rom                                                               |
| Konklave 1721                         | Innozenz XIII.    | Apostolischer Palast, Rom                                                               |
| Konklave 1724                         | Benedikt XIII.    | Apostolischer Palast, Rom                                                               |
| Konklave 1730                         | Clemens XII.      | Apostolischer Palast, Rom                                                               |
| Konklave 1740                         | Benedikt XIV.     | Apostolischer Palast, Rom                                                               |
| Konklave 1758                         | Clemens XIII.     | Apostolischer Palast, Rom                                                               |
| Konklave 1769                         | Clemens XIV.      | Apostolischer Palast, Rom                                                               |
| Konklave 1774–1775                    | Pius VI.          | Apostolischer Palast, Rom                                                               |
| Konklave 1799–1800                    | Pius VII.         | San Giorgio Maggiore, Venedig                                                           |
| Konklave 1823                         | Leo XII.          | Quirinalspalast, Rom                                                                    |
| Konklave 1829                         | Pius VIII.        | Quirinalspalast, Rom                                                                    |
| Konklave 1830–1831                    | Gregor XVI.       | Quirinalspalast, Rom                                                                    |
| Konklave 1846                         | Pius IX.          | Quirinalspalast, Rom                                                                    |
| Konklave 1878                         | Leo XIII.         | Apostolischer Palast und Sixtinische Kapelle, Rom                                       |
| Konklave 1903                         | Pius X.           | Apostolischer Palast und Sixtinische Kapelle, Rom                                       |
| Konklave 1914                         | Benedikt XV.      | Apostolischer Palast und Sixtinische Kapelle, Rom                                       |
| Konklave 1922                         | Pius XI.          | Apostolischer Palast und Sixtinische Kapelle, Rom                                       |
| Konklave 1939                         | Pius XII.         | Apostolischer Palast und Sixtinische Kapelle, Vatikanstadt                              |
| Konklave 1958                         | Johannes XXIII.   | Apostolischer Palast und Sixtinische Kapelle, Vatikanstadt                              |
| Konklave 1963                         | Paul VI.          | Apostolischer Palast und Sixtinische Kapelle, Vatikanstadt                              |
| Konklave August 1978                  | Johannes Paul I.  | Apostolischer Palast und Sixtinische Kapelle, Vatikanstadt                              |
| Konklave Oktober 1978                 | Johannes Paul II. | Apostolischer Palast und Sixtinische Kapelle, Vatikanstadt                              |
| Konklave 2005                         | Benedikt XVI.     | Domus Sanctae Marthae und Sixtinische Kapelle, Vatikanstadt                             |
| Konklave 2013                         | Franziskus        | Domus Sanctae Marthae und Sixtinische Kapelle, Vatikanstadt                             |
| Konklave 2025                         | Leo XIV.          | Domus Sanctae Marthae und Sixtinische Kapelle, Vatikanstadt                             |